# Pensar en la inmortalidad del cangrejo

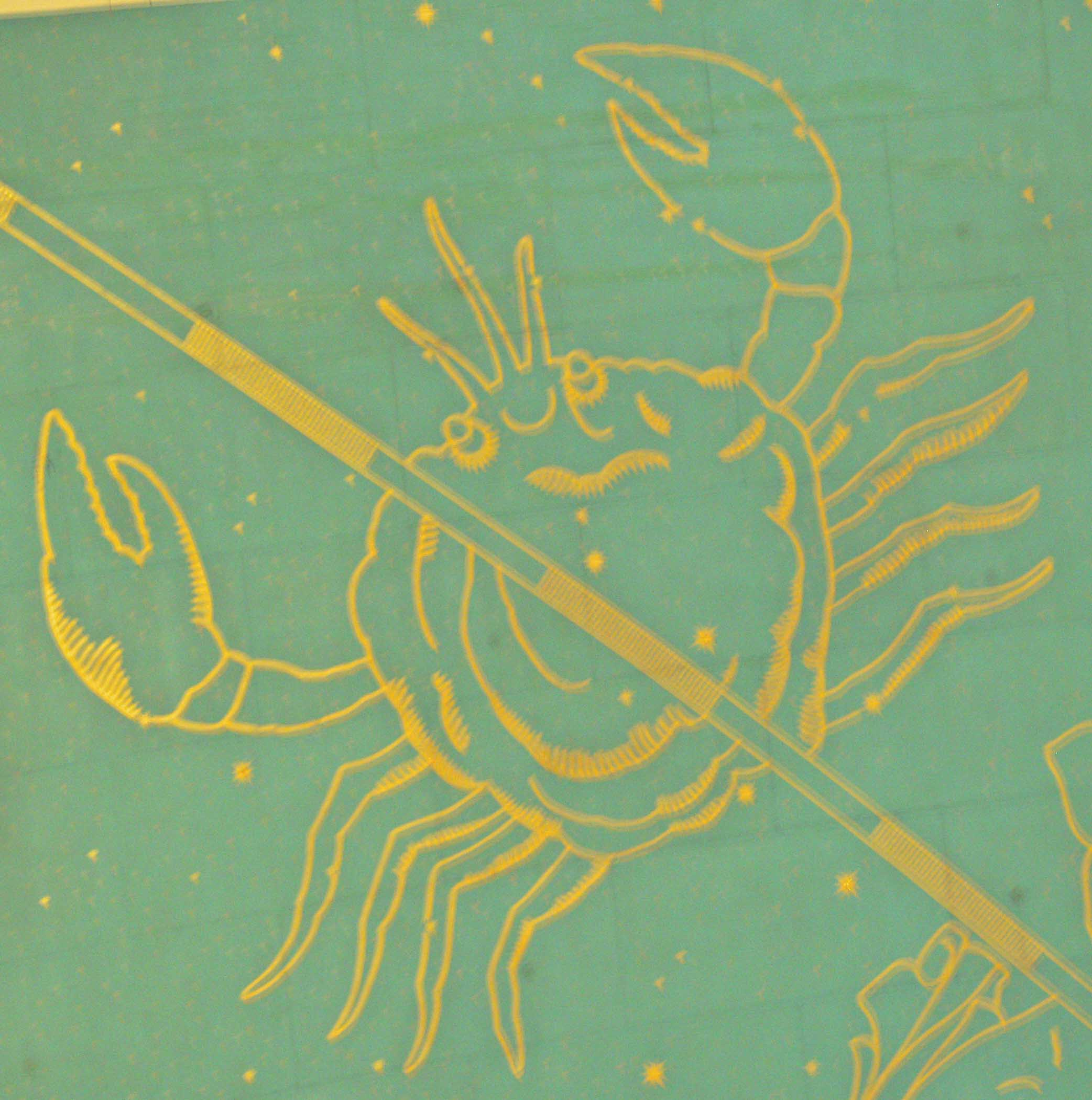
Cangrejo.

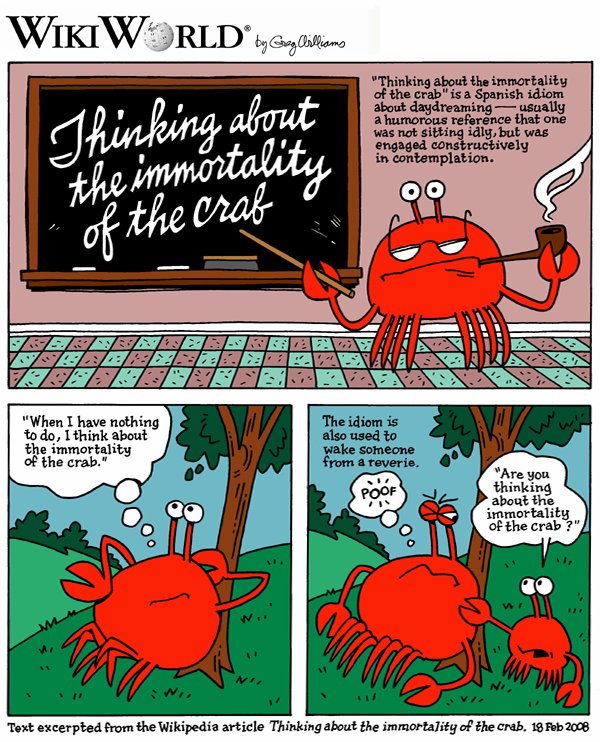
Historieta basada en la edición en inglés de este artículo.

Pensar en la inmortalidad del cangrejo es una locución o expresión popular de habla hispana que se usa para indicar que una persona está distraída fantaseando sobre algo. La frase suele emplearse de forma humorística para indicar que una persona no está atenta a lo que debe, sino en un estado como de contemplación o dejando vagar su mente. También se usa para sacar a alguien de una ensoñación: "¿Qué haces, estás pensando en la inmortalidad del cangrejo?".
También es un término usado para cuando uno no quiere hacer nada y se va a la cama a dormir, en ese caso uno se despide diciendo “adiós, me voy a pensar sobre la inmortalidad del cangrejo”.

## En la literatura
| —¿En qué piensas? —Nada, en la inmortalidad del cangrejo. |
| Anónimo, Los mexicanos pintados por sí mismos (1855) |
| Inmortalidad del cangrejo Y de inmortalidades sólo creo en la tuya, cangrejo amigo. Te aplastan, te echan en agua hirviendo, inundan tu casa. Pero la represión y la tortura de nada sirven, de nada. No tú, cangrejo ínfimo, caparazón mortal de tu individuo, ser transitorio, carne fugaz que en nuestros dientes se quiebra; no tú sino tu especie eterna: los otros: el cangrejo inmortal toma la playa. |
| José Emilio Pacheco |
| Inmortalidad del cangrejo El más profundo problema: el de la inmortalidad del cangrejo, que tiene alma, Una almita de verdad ... Que si el cangrejo se muere todo en su totalidad con él nos morimos todos por toda la eternidad |
| Miguel de Unamuno |

## En el cine
- Sena/Quina, la inmortalidad del cangrejo, película de 2005 de Paolo Agazzi